# Jabitrichia
Jabitrichia is een geslacht van schietmotten uit de familie Hydroptilidae.

## Soorten
Deze lijst van 4 stuks is mogelijk niet compleet.
- J. dostinei A Wells, 1990
- J. flagellum (G Marlier, 1965)
- J. voltensis J Kjaerandsen and T Andersen, 2002
- J. wellsae JP O'Connor and P Ashe, 1992